# Monaster Saharna
Monaster Saharna – męski klasztor prawosławny w miejscowości o tej samej nazwie, w jurysdykcji eparchii kiszyniowskiej Mołdawskiego Kościoła Prawosławnego.

## Historia
Kompleks klasztoru Saharna składa się z dwóch, pierwotnie odrębnych monasterów: wykutego w skałach klasztoru Zwiastowania i młodszego od niego, naziemnego monasteru Trójcy Świętej. Historia pierwszego z nich jest słabo zbadana, nieznany jest czas jego powstania i osoby twórców. Klasztor Trójcy Świętej został natomiast założony przez schimnicha Bartłomieja zwanego Ciungu w 1776. W momencie, gdy Bartłomiej osiedlił się w Saharnie, skalny monaster był już opuszczony. Prawdopodobnie schimnich razem ze swoimi uczniami zamierzał odnowić w nim życie monastyczne, jednak przekonał się, że życie w pieczarach było bardzo utrudnione i w związku z tym postanowił wznieść w ich sąsiedztwie nowy klasztor. Według miejscowej legendy miejsce na jego budowę wskazała osobiście Matka Boża, objawiając się Bartłomiejowi. Klasztor nie został ukończony przed śmiercią schimnicha w 1798. Po tej dacie kierownictwo wspólnoty objął ihumen Paisjusz. W latach 1818–1821 wzniesiono główną cerkiew klasztorną pod wezwaniem Trójcy Świętej. Prawdopodobnie konsekrował ją metropolita mołdawski Beniamin. W 1837 w świątyni odnowiono ikonostas. W 1843 cały kompleks monasterski został odremontowany, zaś w 1857, pod kierunkiem przełożonego klasztoru Stefana, odnowiono zniszczony klasztor skalny. W 1883 zbudowano drugą cerkiew w stylu mołdawskim pod wezwaniem Narodzenia Matki Bożej. Na początku XX w. klasztor był ponownie remontowany, zaś po 1918, w Rumunii, monaster zmieniono na klasztor żeński. W 1957 przebywające w monasterze mniszki i posłusznice przewieziono do innych wspólnot, a klasztor Saharna oddano mnichom z monasteru Nowy Wałaam w Finlandii, którzy wyrazili chęć przeniesienia się do ZSRR.
W 1964 monaster został zamknięty i zaadaptowany na szpital psychiatryczny. Znajdujące się w głównej cerkwi ikony zostały z niej wywiezione i nie przetrwały, budowle sakralne uległy dewastacji. Restytucja wspólnoty miała miejsce w 1991. Do monasteru wróciło wówczas kilka mniszek, podjęto prace konserwatorskie i remontowe. Pierwotnych fresków w głównej cerkwi klasztornej nie udało się uratować, toteż Vladimir Lazar wykonał na ich miejscu nowe kompozycje. Do wnętrza cerkwi wstawiono również nowy ikonostas. Na wyposażeniu obiektu sakralnego pozostaje szereg zabytkowych ikon z XVIII i XIX w. oraz cyprysowy krzyż z 1817. 
Szczególną czcią na terenie restytuowanego monasteru otaczane są relikwie św. ihumena Makarego (Tincu), który na początku XX wieku był spowiednikiem tutejszej wspólnoty mniszej. Pielgrzymi odwiedzają również źródło z wodą, której przypisuje się cudotwórcze właściwości.